# Grettstadt
Grettstadt è un comune tedesco di 4 192 abitanti, situato nel land della Baviera.